# Alberico Di Cecco
Alberico Di Cecco (Guardiagrele, 19 aprile 1974) è un mezzofondista, maratoneta e ultramaratoneta italiano.
Specializzato nelle lunghe distanze, olimpionico ad Atene 2004 (9), ha vinto la maratona di Roma nel 2005 stabilendo il suo record personale di 2h08'02". Azzurro dal 1989 al 2014. Dirigente e Tecnico Istituzionale e Societario dal 2008 ad oggi.

## Biografia
Vince il primo titolo italiano Fidal all'età di 14 anni, a 15 anni veste la prima maglia Azzurra giovanile, a 16 anni realizza la migliore prestazione italiana di sempre per età sui 10.000m in pista in 31'35".
A 19 anni si diploma ragioniere programmatore ed entra nel Gruppo Sportivo Carabinieri.
A 22 anni esordisce in maratona.
Ha partecipato ai campionati mondiali nel 2001 e nel 2003, ottenendo rispettivamente il 17º e il 22º posto. Nelle olimpiadi di Atene del 2004 arriva 9º con il tempo di 2h14'34.
Dal 1996 al 2007 partecipa a quasi tutte le maggiori maratone italiane, centrando podi e vittorie a Roma, Torino, Piacenza, Salsomaggiore, Ragusa, Venezia, Padova, Firenze, Carpi, Ferrara.
Nel 2008 ha ricevuto una squalifica di due anni per doping dal CONI, risultando positivo all'EPO in occasione di un controllo effettuato alla Maratona d'Italia, Carpi, valida come Campionato Mondiale Militare. A seguito della squalifica il Tribunale di Pescara apre un processo penale e dopo 7 anni di indagini, perizie e testimonianze da parte di tutti i soggetti coinvolti nella vicenda, Di Cecco viene assolto con formula piena, riconducendo verosimilmente l'erroneo risultato delle analisi al percorso di conservazione ed esame dei campioni di urine.
Nel 2011 debutta nelle gare di ultramaratona, correndo la 40º 100 km del Passatore, giungendo secondo a soli 3' di distacco, dal campione mondiale Giorgio Calcaterra, in 6h28'48" e realizzando la miglior prestazione di sempre per un esordiente. Nel 2012 torna a vestire la maglia Azzurra partecipando a Seregno al Campionato mondiale della 100 km, vincendo la medaglia di bronzo individuale, in 6h40'29" e la medaglia d'oro a squadre.
Nel 2013 vince a Terni la terza edizione della Maratona di San Valentino, chiudendo con il tempo di 2h24’13”.
Nel 2014 diventa campione italiano sulla distanza della 100 km, sempre a Seregno, chiudendo con un tempo di tutto rispetto, 6h47'43".
Nel 2017, forte di una grande esperienza internazionale viene nominato Coordinatore dell'Atletica UISP Abruzzo e Molise ed entra a far parte del Consiglio Nazionale.
Nello stesso anno, sempre più impegnato in ruoli dirigenziali sportivi, viene insignito in data 25 ottobre, del prestigioso riconoscimento alla Carriera Sportiva ed all'impegno sociale. È il Ministro dello Sport pro tempore Luca Lotti a consegnare la targa scolpita su pietra della Majella, la montagna che sovrasta i luoghi d'origine di Di Cecco.
Nel 2018 vince il Titolo Italiano Assoluto UISP di Maratona a Cagnano Varano (FG) e dopo solo una settimana, il 24/06/2018 centra un prestigioso podio alla 50 km più importante d'Italia, la Pistoia Abetone, classificandosi terzo assoluto, primo degli italiani, siglando la migliore prestazione mondiale master sul percorso, con il tempo di 3h29'47".
Nel 2019 partecipa a 4 tra le maggiori ultramaratone italiane (Ultra Matese 50km, 50km del Gargano, 50km del Gran Sasso d'Italia - Campionato nazionale UISP -, Ultramaratona di Roma) totalizzando 4 vittorie che lo confermano miglior cinquantista a livello nazionale, tra i migliori a livello europeo e mondiale.
La 50km del Gran Sasso d'Italia lo incorona Campione Italiano UISP di Gran Fondo 2019.
Nel 2020, a 46 anni, dopo il primo lockdown imposto dall'emergenza Covid-19, il 30 agosto a Rieti partecipa alla prima maratona agonistica post-Pandemia 'Insieme per ripartire', vincendola con il tempo di 3h00'48", crono poco rilevante, tuttavia un esempio di resilienza per tutto il movimento podistico nazionale. 
L’impegno di Di Cecco a sostegno della ripresa di tutto il movimento podistico nazionale, viene sancito nella riconferma del conferimento dell’incarico di dirigente UISP, coordinatore del settore di Atletica Leggera Abruzzo e Molise.
Nel 2021, si conferma miglior specialista italiano della 50km con la vittoria dell’Ultramaratona del Gran Sasso, siglando il record del percorso e l’argento nella 50K del Gargano, dove si arrende (anche a causa di un problema fisico) solo all’ucraino Serhii Popov, vicecampione del mondo della specialità. 
Decide di rinunciare al Campionato Italiano di specialità per tentare un’impresa a cui non era ancora riuscito e il 21 novembre del 2021 si laurea Campione Nazionale M45 UISP di Corsa Campestre (cfr. 36º Campionato Nazionale UISP a Castel S. Pietro Terme -BO-).
Nel 2022 si laurea Campione Italiano di Ultramaratona 50km, S. Benedetto del Tronto (AP) lì 13/02/2022 e a fine stagione (il 6 novembre) conquista l’argento nella Maratona di Paestum con una delle migliori prestazioni nazionali di categoria.
Nel 2023 è Campione Nazionale UISP M45 di mezza maratona ma a causa di un grave infortunio al polpaccio resta fermo per buona parte della stagione.
Nel 2024 torna nella “sua” città e riparte cimentandosi in una disciplina nuova ed in grande espansione: corre infatti a Roma la prima edizione dell'EcoMaratona della Capitale. Dopo una partenza cauta, rimonta gradualmente tutti i suoi avversari e come sempre riesce ad esprimere una progressione finale che lo porta solitario al traguardo a conquistare la vittoria nonché il Titolo Italiano di specialità sia Assoluto che di Categoria.
Nonostante questo grande risultato off-road, rimane sempre la strada la vocazione dell’olimpionico abruzzese: sempre nel 2024 torna a correre la 50km del Gran Sasso, l’ultra maratona più partecipata d’Abruzzo, tra le più partecipate d’Italia e conquista una 2ª posizione assoluta davvero strabiliante.
Il 19 ottobre 2024, considerando il successo del Centro CONI di orientamento ed avviamento allo Sport da lui diretto, Alberico Di Cecco accetta di candidarsi alla carica di consigliere dell'Organizzazione Per l'Educazione allo Sport. Nell'ambito dell'Assemblea Regionale, Di Cecco viene votato all'unanimità delle 155 società sportive di tutti gli sport abruzzesi aventi diritto al voto e gli viene conferita la delega alla direzione generale del settore di atletica leggera.
Nel 2025 apre l’anno agonistico con la seconda vittoria consecutiva nella Ecomaratona della Capitale, svoltasi a Roma il 26 gennaio. Una vittoria che lo laurea Campione Italiano IUTA assoluto e Campione Italiano IUTA SM50.
Nel 2025 iscrive il proprio nome dell’Albo d’oro della Maratona di Barletta, uno degli eventi più partecipati d’Italia svoltosi il 9 febbraio con il tempo di 2h50’33”, confermandosi tra i migliori maratoneti italiani, sicuramente il più longevo tra i Maratoneti Azzurri.

## Palmarès
Maglie Azzurre
28th Olympic Games 9 2:14:34 Athens 29 AUG 2004
9th IAAF World Championships 22 2:13:36 Paris Saint-Denis 30 AUG 2003
8th IAAF World Championships 17 2:20:44 Edmonton 03 AUG 2001
World Championships in Ultra Marathon 3 6h40’30”  Seregno 22 APR 2012
World Championships in Ultra Marathon 8 6h51’14” Doha 21 NOV 2014

## Campionati nazionali
2008
- Oro ai campionati italiani di maratona - 2h13'16"

2014
- Oro ai campionati italiani di 100km

2018
- Oro ai campionati nazionali di maratona UISP

2019
- Oro ai campionati nazionali di ultramaratona UISP - 50km

2021
- Oro ai campionati nazionali UISP M45 di corsa campestre

2022
- Oro ai campionati italiani IUTA di Ultramaratona 50km assoluti e categoria

2023
- Oro ai campionati Nazionali UISP di mezza maratona M45

2024
- Oro ai campionati italiani IUTA di EcoMaratona assoluti e Titolo Italiano di categoria M50 nel 2024
- Oro ai campionati italiani IUTA di EcoMaratona assoluti e Titolo Italiano di categoria M50 nel 2025

## Altre competizioni internazionali
2004
- 6º alla Maratona di Treviso ( Treviso) - 2h14'26"

2005
- Oro alla Maratona di Roma - 2h08'02"

2006
- Argento alla Maratona di Venezia - 2h10'21"

2007
- Argento alla Padova Marathon - 2h10'40"
- Argento alla Maratona di Firenze - 2h13'52"

2014
- 5º alla Maratona di Treviso - 2h25'08"

2011
- Argento alla 100 km del Passatore - 6h28'48"

2015
- Oro alla Strasimeno, 58 km - 3h39'46"